# Blok namiestnikowski
Blok namiestnikowski – mianem tym określano w latach 1911-1913 sojusz polskich partii wspierających przeprowadzenie reformy wyborczej w Galicji pod patronatem namiestnika Michała Bobrzyńskiego.
Powstał w 1911 z inicjatywy namiestnika Galicji Michała Bobrzyńskiego i skupił polskie stronnictwa wspierające plany reformy wyborczej i związaną z nimi politykę ustępstw dla strony ukraińskiej. Opowiadał się w obliczu nadchodzącej wojny za porozumieniem polsko-ukraińskim o charakterze antyrosyjskim. Jego trzon miały tworzyć te ugrupowania polskie i ukraińskie, które dążyły do utworzenia w ramach monarchii habsburskiej autonomicznych struktur państwowych. Walka o reformę wyborczą do sejmu i o prawa Ukraińców, a także założenie ukraińskiego uniwersytetu we Lwowie miała na celu przygotowanie opowiedzenia się Polaków i Ukraińców za Rosją lub przeciw niej. Do Bloku weszły Stronnictwo Prawicy Narodowej (konserwatyści krakowscy), Polskie Stronnictwo Demokratyczne i Polskie Stronnictwo Ludowe. Blok mógł liczyć na życzliwą neutralność socjalistów. Polityce tej przeciwstawiał się prawicowy Antyblok który w 1912 doprowadził do przesilenia politycznego w Galicji i ustąpienia ze stanowiska Namiestnika Michała Bobrzyńskiego. Ostatecznie wiosną 1913 r. "Blok" uległ rozbiciu wobec rozbicia PSL i powstania dwóch odrębnych partii ludowych.